# Ruud Vormer
Ruud Vormer (ur. 11 maja 1988) – holenderski piłkarz grający na pozycji pomocnika. Od 2014 jest zawodnikiem Club Brugge.
31 maja 2018 zadebiutował w reprezentacji Holandii w zremisowanym 1:1 meczu ze Słowacją.